# Bitva na řece Němen
Bitva na řece Němen (polsky Bitwa nad Niemnemy, 20. – 25. září 1920) byla druhou největší bitvou rusko-polské války. Generál Tuchačevskij se pokusil s narychlo povolanými zálohami zastavit postup polské armády na řece Němen. Důslednou koncentrací sil se mu podařilo shromáždit síly teoreticky vyrovnané s polskými, byl to však spíše optickým klam. Původně dobře vybavená Rudá armáda nebyla schopna se tak rychle vzpamatovat ze zdrcující porážky u Varšavy. Prakticky nová Tuchačevského armáda byla tvořena nezkušenými a demoralizovanými muži s velmi špatným vybavením a stav jejího velitelského sboru byl katastrofální. Neměla letectvo, zatímco Poláci několika letadly disponovali, polská strana měla navíc převahu i v dělostřelectvu. Bitva skončila obklíčením a zničením Tuchačevského sil a přinutila ruskou stranu přistoupit na příměří. V následných jednáních byl mezi Ruskem a Polskem uzavřen Rižský mír, který akceptoval polské požadavky na Ukrajině a Bělorusku.[zdroj?]

## Předcházející události

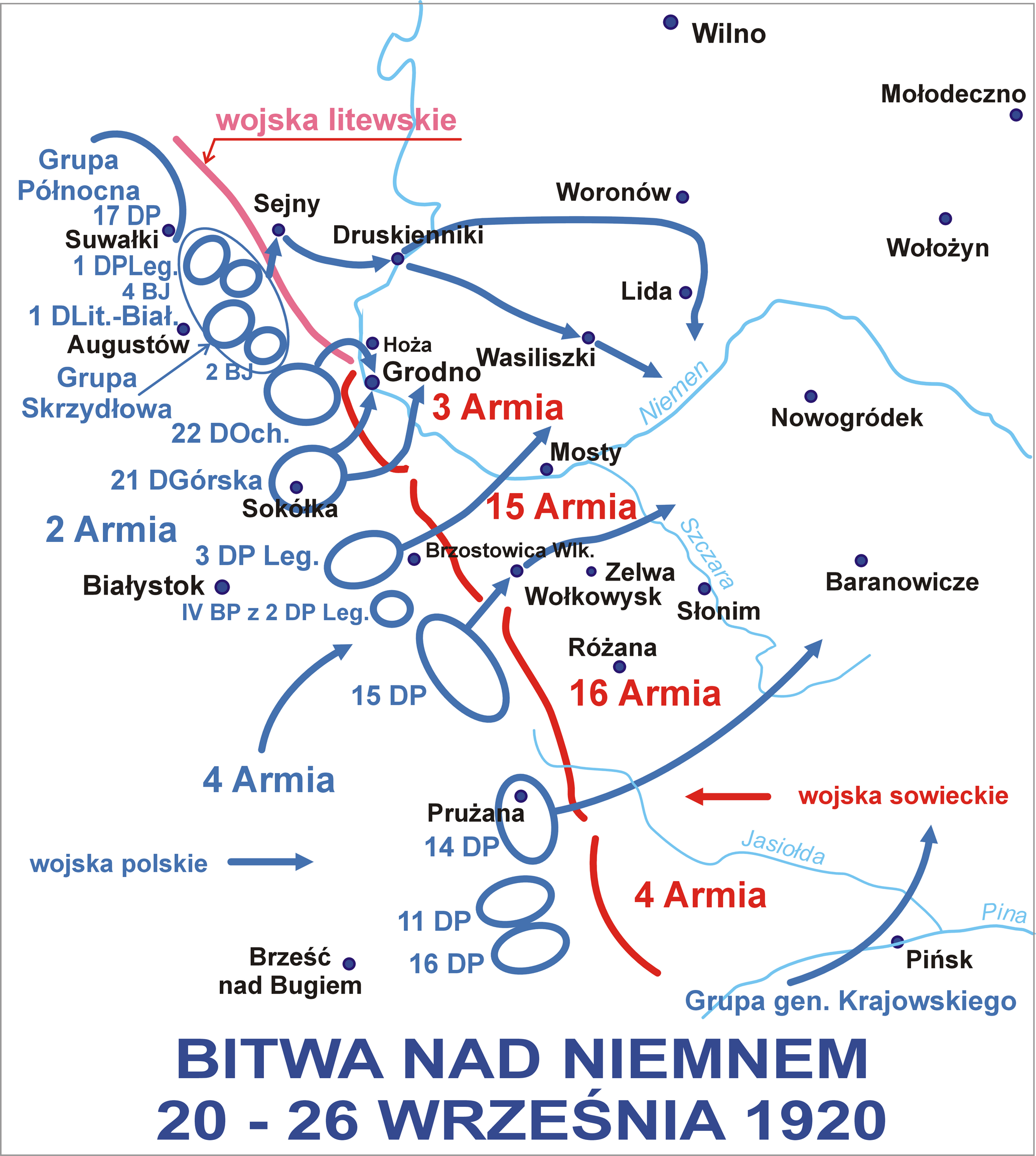
Průběh bitvy na Němenu (polsky)

Porážka Rudé armády v půlce srpna 1920 v bitvě u Varšavy byla okamžikem obratu v polsko-sovětské válce. Střed ruské frontové linie se tehdy zcela zhroutil a generálu Tuchačevskému nezbylo nic jiného než nařídit celkový ústup k řece Bug. Organizované stahování ale znemožňovala ztráta komunikace mezi jednotlivými zbytky armády a fakt, že již před bitvou u Varšavy Poláci dokázali odposlouchávat bolševickou komunikaci. I přes velký polský úspěch potřeboval generál Piłsudski čas na reorganizaci svých vojsk a tuto dobu využili bolševici na opevnění pozic na řece Němen. Obranná linie se táhla od Litvy přes husté lesy a bažiny Polesí s městem Grodno jako opěrným bodem.

## Průběh bitvy

### Stav bojujících armád
Polská armáda utržila velké ztráty především během bolševické ofenzívy v létě 1920. Dokázala ale do srpna 1920 mobilizovat okolo jednoho miliónu mužů, mimo ně sloužilo již na frontě okolo 350 000 vojáků. Polské jednotky byly sice špatně vyzbrojené, ale ve velení stáli zdatní důstojníci se zkušenostmi z první světové války a následné polsko-ukrajinské války. S neustálým přísunem čerstvých jednotek na frontu byla polská armáda brzy schopna útoku na bolševické pozice.
Rudá armáda v bitvě u Varšavy utrpěla těžké ztráty jak materiální, tak lidské, nemluvě o obrovském chaosu ve velení. V srpnu 1920 přijely na frontu posily o síle 68 000 mužů a v září o síle 20 500 mužů. Ačkoliv přísun nových ale nevycvičených mužů na frontu byl téměř nevyčerpatelný, chyběli zkušení důstojníci, kteří by jednotkám veleli. Rudá armáda ztratila během probíhající války velkou část svého dělostřelectva a již nedisponovala žádným letectvem. Generál Tuchačevskij nakonec dokázal shromáždit armádu, které se co do počtu mužů vyrovnala té polské, ale co se týče výcviku, výzbroje a morálky byly obě armády neporovnatelné.

### Bitva

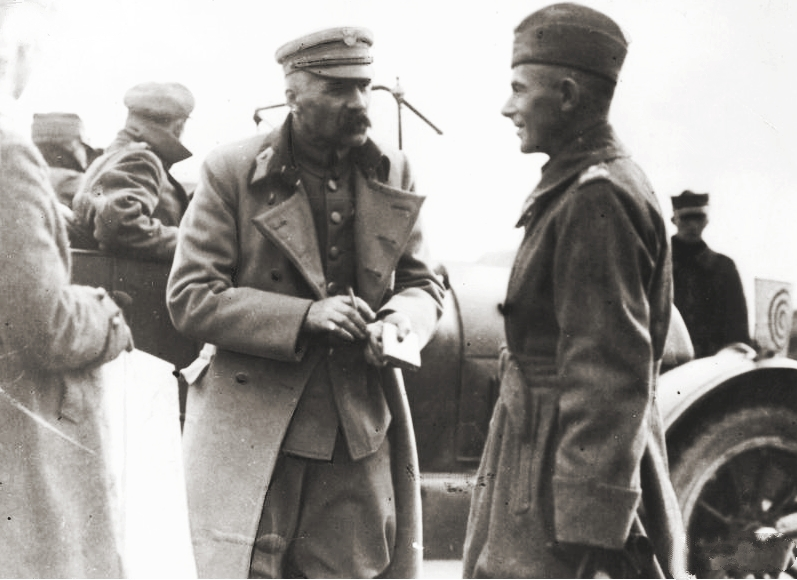
Generál Pilsudski a generál Rydz-Smigly v roce 1920

Polský plán útoku spočíval ve frontálním útoku 2. armády pod velením generála Śmigły-Rydze a 4. armády pod velením generála Skierského na Grodno a Wołkowysk (dnešní Vaŭkavysk). Současně měla část 2. armády obejít bolševické jednotky ze severu přes jižní cíp litevského území mezi obcemi Sejny a Druskienniki (dnešní Druskininkai) a zaútočit na Rudou armádu z východu v okolí města Lida. 4. armáda měla mezitím dobýt Wołkowysk a dokončit na obklíčení bolševických vojsk.
Boje započaly 20. září 1920 a frontální útok na Grodno byl veden o den později. První dva dny kladla Rudá armáda urputný odpor a držela pozice, ovšem 22. září vyrazilo do útoku levé křídlo 2. polské armády, které za pochodu smetlo početně slabé a chabě vyzbrojené litevské jednotky stojící na Němenu severně od bojiště a začalo ze severu obchvacovat hlavní bolševické pozice. Tuchačevský takový vývoj vůbec neočekával a neměl na severu k dispozici žádné významné záložní síly, které by polský postup včas zastavily. 23. září obsadili Poláci Druskienniki, čímž přerušili železnici klíčovou pro zásobování sovětské III. armády. Následně padl Radun a Lida. Dne 29. září padl do polských rukou Pinsk a sovětská armáda se tak ocitla v úplném obklíčení. Generálu Tuchačevskému nezbylo nic jiného než se smířit s porážkou a dát rozkaz Rudé armádě k ústupu.

## Následující události
Bitva na Němenu byla poslední velkou vojenskou operací Polsko-sovětské války. Rudá armáda se po dvou takto těžkých porážkách už nebyla schopna vzpamatovat. Dne 30. září padlo do polských rukou Baranoviči, 12. října Maladziečna a 14. října 1920 dokonce Minsk. Na jihu byla zcela zničena sovětská 17. armáda a Poláci obsadili Korosteň, odkud mohli pomýšlet na přímý útok na Kyjev. Po nátlaku Francie a Velké Británie pak obě strany podepsaly příměří a usedly v lotyšské Rize k jednacímu stolu. Dne 18. března 1921 byl podepsán tzv. Rižský mír, který stanovil hranice mezi Polskem a Ruskem na dalších 20 let.